# Präsidentschaftswahl in Guinea 2003
Die Präsidentschaftswahl in Guinea 2003 fand am 21. Dezember statt. Zuvor war in einem Referendum im November 2001 die Amtszeit des Präsidenten von fünf auf sieben Jahre verlängert worden. Amtsinhaber Lansana Conté wurde mit 95,6 % der Stimmen wiedergewählt, nachdem mit Alpha Condé der wichtigste Gegenspieler des Präsidenten von der Wahl ausgeschlossen worden war und die Mehrheit der Oppositionsparteien in Erwartung einer unfairen Wahl zu einem Boykott des Urnengangs aufgerufen hatte. 
Conté wurde trotz ernster gesundheitlicher Probleme (Komplikationen eines Diabetes) am 19. Januar 2004 vereidigt. Bei dieser Gelegenheit rief er im Fernsehen zum Kampf gegen die Korruption auf.
Wenige Stunden nach seinem Tod am 22. Dezember 2008 kam es zu einem Militärputsch. Am 24. Dezember 2008 erklärte sich Moussa Dadis Camara zum Interimspräsidenten.

## Ergebnisse
| Kandidaten          | Parteien                       | Stimmen   | %    |
| ------------------- | ------------------------------ | --------- | ---- |
| Lansana Conté       | Parti de l’unité et du progrès | 3.905.824 | 95,6 |
| Mamadou Bhoye Barry | Union pour le progrès national | 178.395   | 4,4  |
| Gesamt              | Gesamt                         | 4.084.219 | 100  |
|                     |                                |           |      |
| Ungültige Stimmen   | Ungültige Stimmen              | 61.808    | 1,5  |
| Wähler              | Wähler                         | 4.146.027 | 82,8 |
| Wahlberechtigte     | Wahlberechtigte                | 5.009.780 |      |
|                     |                                |           |      |
| Quelle: IFES        |                                |           |      |